# A Sun Came
A Sun Came es un álbum de música folk rock del multiinstrumentista estadounidense Sufjan Stevens, publicado en 2000. Fue reeditado en Asthmatic Kitty Records 4 años después.

## Sonido
A Sun Came fue grabado en 4 pistas. Como aparece en la crítica del All Music Guide, el álbum explora muchos tipos de música étnica de todo el planeta, como la celta, la india, la de oriente medio, la marroquí y el folk estadounidense.
Stevens describe el sonido del álbum como una mezcla de "música pop tradicional, instrumentación medieval con inflexiones del Oriente Medio, loops de cinta, samples digitales, voces, percusiones maníacas, vientos, sitar distorsión de amplificador y cantos árabes".
Como en muchos de los álbumes de Stevens, se pueden escuchar una multitud de instrumentos como el banjo, el sitar, el oboe y el xilófono. Stevens toca alrededor de catorce instrumentos a lo largo del disco.
"Joy! Joy! Joy!" fue grabada para la reedición de 2001 y "You Are the Rake," una revisión de "Rake," fue grabada para la reedición de 2004.

## Listado de temas
1. «We Are What You Say»
2. «A Winner Needs a Wand»
3. «Rake»
4. «Siamese Twins»
5. «Demetrius»
6. «Dumb I Sound»
7. «Wordsworth's Ridge» (For Fran Frike)
8. «Belly Button»
9. «Rice Pudding»
10. «Loverless Bed» (Without Remission)
11. «Godzuki»
12. «Super Sexy Woman»
13. «The Oracle Said Wander»
14. «Happy Birthday»
15. «Jason»
16. «Kill»
17. «Ya Leil»
18. «A Sun Came»/("Satan's Saxophones")
19. «Joy! Joy! Joy!»
20. «You Are the Rake»

- Datos: Q1757571